# Üllő
Üllő är en stad i provinsen Pest i Ungern. Staden hade 12 185 invånare (2019).